# Agarista agricola
« Agarista (genre animal) » redirige ici. Pour le genre de plantes, voir Agarista (genre végétal).
Genre
Espèce
Agarista agricola est une espèce de lépidoptères de la famille des Noctuidae présente en Nouvelle-Guinée, au Timor et en Australie. C'est l'unique représentant du genre monotypique Agarista. 
Les imagos d'Agarista agricola sont des papillons à livrée multicolore sur fond noir. Ses chenilles, à rayures blanches, noires et orange, se nourrissent des feuilles de lianes de la famille des Vitaceae, y compris le cas échéant celles de la vigne cultivée.

## Synonymes
- Agarista agricola subsp. laetior Hulstaert 1924
- Agarista picta Leach 1814
- Agarista daemonis Butler 1876
- Agarista biformis Butler 1884
- Agarista timorensis Rotschild 1896